# Lana Parrilla
Lana Parrilla (New York, 15 juli 1977) is een Amerikaans televisie- en filmactrice.

## Acteerloopbaan
Lana Parrilla werd geboren in Brooklyn New York als dochter van een professionele honkbalspeler. In 2000 maakte ze haar filmdebuut in Very Mean Men en speelde ze de hoofdrol in de sciencefictionfilm Spiders, over een genetisch experiment op een steeds groter wordende spin. Daarna speelde ze in de actiefilm Replicant van Jean-Claude Van Damme en het drama Frozen Stars.
Een groter deel van Parrillas cv bestaat uit rollen in televisieseries. In 2000 en 2001 speelde ze als Angie Ordonez één seizoen in de sitcom Spin City. In 2002 werd ze aan de ploeg van de serie Boomtown toegevoegd. Alhoewel die serie aanvankelijk leek aan te slaan (ze werd genomineerd voor onder meer de Golden Satellite Award voor beste dramaserie), daalden vervolgens de kijkcijfers. Na de eerste twee afleveringen van het tweede seizoen werd de serie gestopt. Daarna speelde Parrilla bijrollen in series als JAG, NYPD Blue en Six Feet Under.
In 2005 speelde Parrilla CTU-agent Sarah Gavin in het vierde seizoen van 24. Na zes afleveringen werd Parrilla onderdeel van de vaste acteurs. In de dertiende aflevering werd ze uit de serie geschreven. In 2006 speelde Parilla vervolgens in de NBC-televisieserie Windfall met Luke Perry, Sarah Wynter en Jason Gedrick. Na het eerste seizoen werd de serie vanwege lage kijkcijfers gestopt.
In 2007 speelde ze een bijrol in twee afleveringen van het derde seizoen van Lost. Ze speelde Greta, een personage dat verbleef in het Dharma-station The Looking Glass.
In 2008 speelde ze in de serie Swingtown de rol van Trina, deze rol leverde haar een ALMA-award nominatie op.
In 2010 was Parrilla te zien in de doktersserie Miami Medical, zij speelde hierin dokter Eva Zambrano. De Serie werd na één seizoen geschrapt.
Vanaf 2011 is Lana Parrilla naast onder anderen Robert Carlyle, Ginnifer Goodwin, Jennifer Morrison en Josh Dallas, te zien in ABC's successerie Once Upon a Time als de 'Evil Queen'/Regina. Voor deze rol won zij op 21 september 2012 de ALMA Award voor beste actrice in een dramaserie. De serie eindigde in 2018 na zeven succesvolle seizoenen.

## Filmografie
*Exclusief televisiefilms
- Frozen Stars (2003)
- One Last Ride (2003)
- Replicant (2001)
- Spiders (2000)
- The double life of Eleanor Kendall (2008)
- Very Mean Men (2000)

## Televisieseries
*Exclusief eenmalige gastrollen
- Once Upon A Time - The Evil Queen/Regina Mills (2011-2018, 155 afleveringen)
- Miami Medical - Dokter Eva Zambrano (2010, 13 afleveringen)
- Swingtown - Trina Decker (2008, 13 afleveringen)
- Lost - Greta (2007, 2 afleveringen)
- Windfall - Nina Schaefer (2006, 13 afleveringen)
- 24 - Sarah Gavin (2005, 12 afleveringen)
- Six Feet Under - Maile (2004, 2 afleveringen)
- NYPD Blue - Janet Grafton (2004, 3 afleveringen)
- Boomtown - Teresa Ortiz (2002-2003, 24 afleveringen)
- Spin City - Angie Ordonez (2000-2001, 21 afleveringen)
- Why Women Kill - Rita Castillo (2021 -
- The Lincoln Lawyer - Lisa (2023)